# Västra Nöbbelövs landskommun
Västra Nöbbelövs landskommun var en tidigare kommun i dåvarande Malmöhus län.

## Administrativ historik
Kommunen bildades i Nöbbelövs socken i Ljunits härad i Skåne när 1862 års kommunalförordningar trädde i kraft. Namnet var före 17 april 1885 Nöbbelövs landskommun.
Vid kommunreformen 1952 uppgick kommunen i Vemmenhögs landskommun som uppgick 1971 i Skurups kommun.